# DU 65
 (décembre 2022).
Si vous disposez d'ouvrages ou d'articles de référence ou si vous connaissez des sites web de qualité traitant du thème abordé ici, merci de compléter l'article en donnant les références utiles à sa vérifiabilité et en les liant à la section « Notes et références ».
,,,,
La DU 65 (Draisine Unifiée modèle 1965) est un engin moteur de la SNCF spécialement aménagé pour le transport du personnel et du matériel.

## Description
Cette série de draisines a été construite à 142 unités par la CIMT Lorraine, dont 141 pour la SNCF. En effet, la RATP a aussi commandé un exemplaire pour ses propres besoins, numérotée T 151.
Concernant l'unique pupitre de conduite, il est ingénieusement disposé au centre de la cabine, parallèle aux rails, ce qui a pour avantage, comparé aux anciennes séries de draisines, de n'en nécessiter qu'un seul, puisqu'il suffit au conducteur de tourner la tête pour voir des deux côtés de la voie (à l'image des autorails Picasso), ce qui permet des économies de place notamment.
Les DU 65 appartiennent à 3 sous-séries, néanmoins, au fur et à mesure des révisions, elles deviennent toutes identiques en termes de puissance : la première sous-série a une puissance nominale de 72 kW à l'origine, alors que les deux autres développent 85 kW de puissance.
Concernant la motorisation, 4 modèles de moteurs différents ont été montés : deux moteurs Unic à 4 cylindres en ligne, et deux moteurs Renault de 6 cylindres en ligne, reconnaissables extérieurement grâce au petit « champignon » de prise d'air extérieur sur le côté du capot moteur, ce dont ne disposent pas les draisines avec moteurs Unic.
À l'origine, dans un but esthétique, les draisines disposent sur la plateforme arrière d'un petit capot entourant le pot d'échappement. Néanmoins, pour des questions de gains de place et de simplification, il est par la suite retiré. Ses traces sur la carrosserie de la cabine restent toutefois visibles, avec un grand rectangle autour du pot d'échappement.
Certains engins reçoivent sur cette même plateforme arrière une petite grue hydraulique, principalement du modèle Marrel 460 avec 4,5t/m de capacité et 6,00 m de portée en 2 extensions ou Fassy F50 de 3,5 t/m, permettant de réaliser de petits travaux de voies.
En plus de l'attelage à vis classique, elles disposent d'un attelage à tulipe leur permettant de remorquer des petits wagonnets (remorque unifiée) de 4T multitâches : en effet, ces wagonnets d'une capacité de 10T, sortis quelques années avant (années 50) les draisines, reposent sur une conception de châssis plat auquel on peut ajouter des ranchers ou des ridelles pour faire soit des wagonnets plats à ranchers soit des petits tombereaux. D'autres variantes ont aussi existé comme des wagonnets avec citernes pour nettoyer les rails ou servir de wagon incendie pour des chemins de fer touristiques, comme au Chemin de Fer de la Vendée (CFV), ou avec une nacelle comme celui basé à Laroquebrou (Cantal) pour permettre l'entretien des câbles de détection de chutes de pierres, ou avec un système pour le contrôle du gabarit des tunnels (surnommés "hérissons"), ou encore par deux équipés de portiques pour le transport et le chargement/déchargement de coupons de rails ; certains ont même été équipés de grues.
Les DU 65 sont aussi utilisées pour le remorquage de Mauzinettes, lors d'acheminement ou de marches de mesures. Pour ce faire, elles sont soit attelées via l'attelage à vis classique, soit via l'attelage à tulipe par les barres courtes.

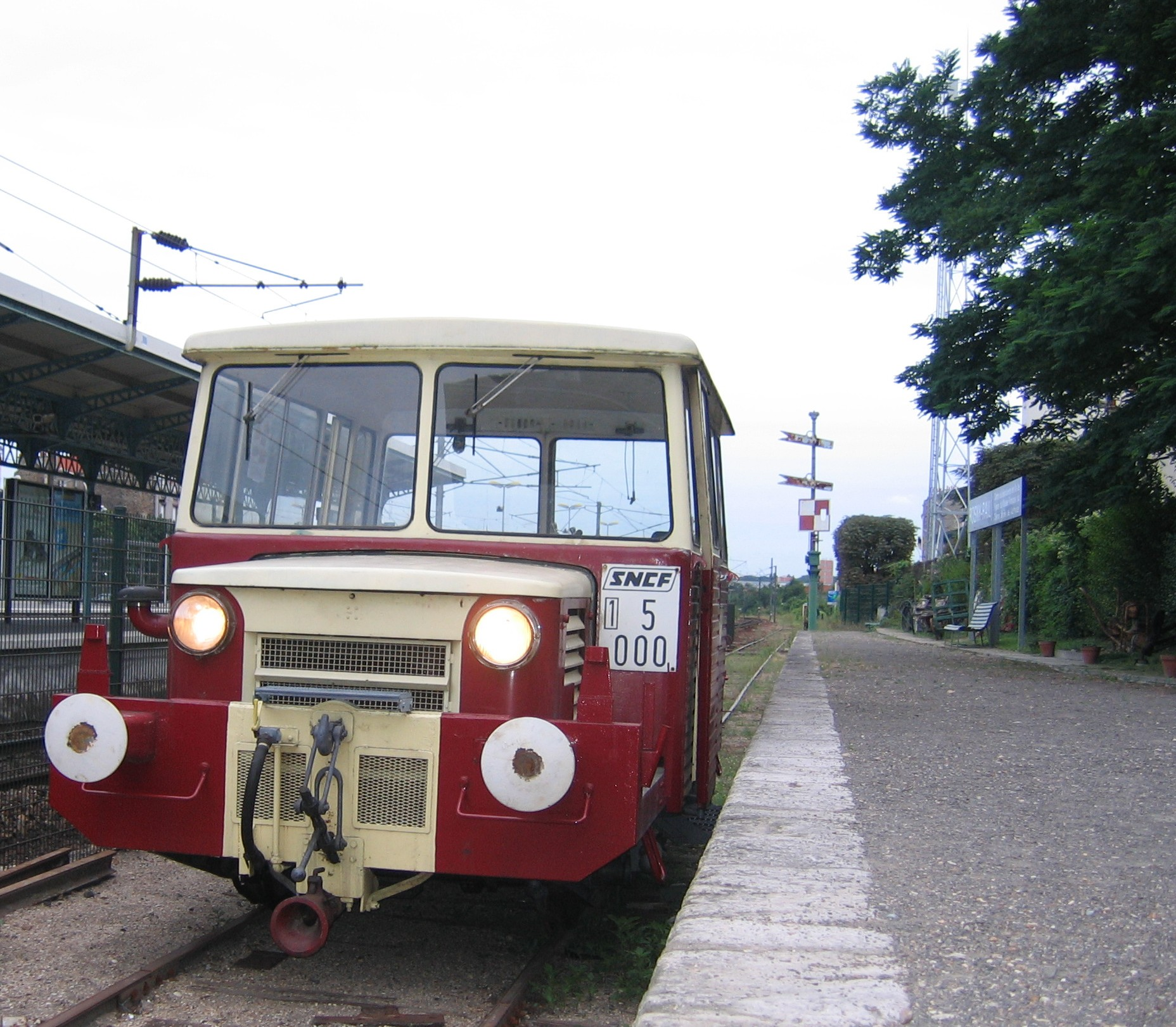
La draisine Campagne type Est du musée Rosny-Rail, avec cabine et capot moteur de DU 65.

Parallèlement, de nombreuses pièces issues des DU 65 ont été utilisées sur d'autres séries de draisines plus anciennes lors de leur modernisation, ou lors de la construction de nouvelles draisines. Cette réutilisation de pièces déjà existantes était réalisée dans un but d'économies de conception et de réalisation de nouvelles pièces, dont principalement : 
- Les traverses de tamponnement (BR 81 par exemple) ;
- La cabine de conduite (Campagne type Est par exemple) ;
- Le pupitre de conduite ;
- Le capot moteur (Delaunay-Belleville type RDB2 ou Campagne type Est par exemple) ;
- La motorisation.

## Livrées
À l'origine, les DU 65 sortent toutes d'usine en livrée Rouge et Crème (Rouge Vermillon 605 et Crème 407), comme celle appliquée aux autorails. Néanmoins, plusieurs variantes du schéma de peinture d'origine existent :   
- Alors que sur toute la série le toit est peint couleur Crème, une vingtaine d'engins sont sortis d'usine avec le toit peint en Rouge ;
- Quelques draisines sortent aussi d'usine avec les parties entre les montants des fenêtres latérales peintes en gris, à la manière des EAD, comme la DU 65 6.122 ou la DU 65 6.136 par exemple ;
- Concernant le petit capot autour du pot d'échappement sur la plateforme arrière, deux schémas de peintures différents ont existé : le premier, datant de la sortie d'usine, est Rouge avec la partie haute peinte en couleur Crème (comme pour le capot moteur). Le second étant complètement Rouge, sans la couleur Crème sur le dessus ;
- À l'origine, la partie centrale des traverses de tamponnement est peinte en Crème, en fin de carrière elle devient Rouge comme le reste de la traverse, sur certains engins ;
- À l'origine, plusieurs parties du capot moteur sont peintes en Crème : la partie centrale avant du capot moteur entre les feux, avec un motif rappelant celui des moustaches des autorails, les ouïes d'aérations présentes des deux côtés, ainsi que le dessus du capot. En fin de carrière, ces parties ne sont plus peintes en Crème sur certains engins, et restent donc de la couleur de base du capot, soit le Rouge. Toutes ces simplifications du schéma de peinture originel étant pour des questions d'économies de temps de peinture notamment.

Lors de sa transformation en draisine d'inspection des ouvrages d'art, la DU 65 6.036 a reçu une livrée à base de Bleu pour les extrémités et de Jaune pour la caisse.
Au début des années 2000, un test est effectué avec la DU 65 6.118 de Villeneuve St-Georges qui est repeinte en livrée Bleu et Blanc, avec le bleu sous la ceinture de caisse et le blanc au dessus, test qui n'aura pas de suite puisqu'elle restera jusqu'à sa radiation la seule draisine dans cette livrée.
À la suite de ce test, une nouvelle livrée est appliquée aux engins sortant de révision/modernisation au milieu des années 2000, à base de jaune pour la caisse et de gris clair pour le châssis, livrée similaire à la livrée Infra (sans toutefois les bandes Carmillon en haut de caisse, et avec des nuances de jaunes et de gris différentes, entre autres), et qui sera appliquée à la petite quinzaine d'engins modernisés, ainsi qu'à quelques rares autres engins non modernisés (les DU 65 6.038 ; DU 65 6.098 ; et DU 65 6.115).
À la suite de la récupération de certains engins par des chemins de fer touristiques, de nouvelles livrées sont apparues, comme les livrées Rouge et Jaune sur les deux draisines préservées par le Train Touristique Pointe de Grave - Soulac (PGVS), Orange et Brun sur deux des draisines préservées par le Chemin de fer Touristique du Haut-Quercy (CFTHQ), Bleu et Gris sur les deux draisines préservées par le Vélorail du Velay, ou encore Incendie/Secours et Pompiers sur la DU 65 6.079 préservée par le Chemin de Fer de la Vendée (CFV).
Quelques livrées hybrides existent aussi, comme sur la DU 65 6.043 par exemple, qui était en livrée Infra lors de sa fin de carrière, avec le châssis gris clair donc, et qui, lorsque l'EIV Quercy Corrèze l'a récupéré pour s'en servir de draisine de manœuvres dans l'enceinte de l'établissement, a vu repeint sa caisse et son capot moteur uniquement en livrée Rouge et Crème d'origine, avec donc la conservation du gris clair du châssis et des traverses de tamponnement de la livrée Infra.
Concernant la draisine T 151 RATP, elle a été livrée en livrée Rouge et Crème avec le toit rouge comme les DU 65 SNCF. Elle a par la suite été repeinte en livrée Travaux RATP (comme les T 160), livrée à base de brun et de jaune, avec une bande blanche en ceinture de caisse.

## Immatriculation
À l'origine, en raison de tranches de numérotation saturées de par la multitude d'anciennes draisines encore en activité, les numérotations des draisines dépendent de la région administrative où elles sont rattachées. L'immatriculation est de la forme chiffre de la région administrative encadré (de 1 à 6), numéro de groupe (5 pour les engins de la première sous-série, 6 pour les engins des deuxième et troisième sous-séries), lettre de sous-groupe (M, pour Montagne, cela signifie que l'engin est apte aux zones de montagnes, ce qui est le cas de toutes les DU 65), et les trois derniers chiffres pour le numéro d'ordre de l'engin dans la série et dans sa région administratrice. Par exemple, dans les régions 3 et 4 (Ouest et Sud-Ouest), les DU 65 sont numérotées dans la tranche 100 (exemple : [4] 5M 154 pour la draisine région 4 (Sud-Ouest), groupe 5, sous-groupe M Montagne, numéro 54), alors que dans la région 5 (Sud-Est), elles sont numérotées dans la tranche 470 (exemple : [5] 5M 471 pour la draisine région 5 (Sud-Est), groupe 5, sous-groupe M, numéro 1).
À partir de 1973, et à la suite d'un redécoupage des tranches de numérotation à l'échelle nationale, l'immatriculation est de la forme chiffre de la région administrative encadré (de 1 à 6), numéro de groupe (5 ou 6), lettre de sous-groupe (M), et les trois derniers chiffres pour le numéro d'ordre de l'engin dans la série, de 001 à 141 (exemple : [4] 6M 089 pour la draisine région 4 (Sud-Ouest), groupe 6, sous-groupe M, numéro 089 ; [5] 6M 122 pour la draisine région 5 (Sud-Est), groupe 6, sous-groupe M, numéro 122).
À partir de 1990, l'immatriculation est de la forme chiffre de la région administrative encadré (de 1 à 6), numéro de groupe (6) et les trois derniers chiffres pour le numéro d'ordre de l'engin dans la série, de 001 à 141 (exemple : [5] 6.059 pour la draisine région 5 (Sud-Est), groupe 6, numéro 059 ; [1] 6.029 pour la draisine région 1 (Est), groupe 6, numéro 029). La forme change ensuite légèrement avec le remplacement du chiffre de la région encadré (de 1 à 6), par les deux ou trois premières lettre de la région administrative encadrées (exemple : [CF] 6.035 pour la draisine de la région de Clermont-Ferrand, groupe 6, numéro 035; [PSL] 6.008 pour la draisine de la région de Paris St-Lazare, groupe 6, numéro 008 ; [DJ] 6.086 pour la draisine de la région de Dijon, groupe 6, numéro 086).
L'immatriculation UIC fera ensuite son apparition, mais l'immatriculation précédente reste néanmoins toujours utilisée en parallèle sur les draisines encore en service aujourd'hui.
Les groupes et sous-groupes correspondent à des critères de puissances et de masses : en 1990, le groupe 6 correspond à une masse supérieure ou égale à 11 tonnes, avec une puissance comprise entre 70 et 120kW.

## Dépôts titulaires
N.B. : Les indications données dans la partie "Observations" désignent des particularités qu'a pu porter un engin à un moment X de sa carrière, et qui ont pu être enlevées par la suite, comme une grue par exemple, ou un dispositif de brossage de rails.
Comme toutes les draisines de France, la maintenance lourde, les grandes révisions, et les modernisations des DU 65 sont effectuées par l'EIV Quercy Corrèze (Établissement Industriel Voie) situé à Brive-la-Gaillarde.

## Modernisation
Au milieu des années 2000, un nombre assez restreint (une quinzaine) d'engins passe en révision/modernisation à l'EIV Quercy Corrèze. Parmi toutes les modifications effectuées, la plus visible concerne le changement de livrée, avec le passage à la livrée Infra. D'autres modifications et améliorations leur sont apportées, comme par exemple le changement de l'emplacement du pot d’échappement, qui était à l'origine situé contre la cabine côté plateforme arrière (à l'opposé du moteur donc), et qui passe ensuite de l'autre côté de la cabine, à proximité immédiate du moteur donc, afin de simplifier le schéma d'évacuation des gaz d'échappement, pour réduire le coup de maintenance principalement; ou l'amélioration du pupitre de conduite. Néanmoins, certaines draisines sortent de cette modernisation encore en livrée d'origine Rouge et Crème, comme la DU 65 6.035 de Clermont-Ferrand par exemple.
C'est aussi à cette occasion qu'ont été équipés les 7 draisines Chasse-Neige et la draisine Tram-Train, qui ont reçu en plus de leurs nouveaux équipements pour réaliser leurs missions, de nouveaux supports de feux avec les deux couleurs (rouges et blancs), afin de pouvoir plus simplement disposer de ces deux couleurs de feux, et ne plus être contraint par la mise en place manuelle de disques rouges sur les anciens uniques optiques de feux blancs pour mettre en place la signalisation arrière du train.

## Transformation
Un parc de 7 DU 65 ont été transformé en draisine de surveillance de la caténaire par la société Power Vehicle Innovation au début des années 2000, avec une nouvelle caisse et de nouveaux équipements, comme un pantographe de mesures en toiture, seuls sont conservés le châssis et les organes de roulement. Sur les 7 draisines, 5 sont pour les lignes classique (DRSC LC, DRaisine de Surveillance Caténaire Ligne Classique), et 2 draisines pour les lignes à grande vitesse (DRSC LGV, DRaisine de Surveillance Caténaire Ligne à Grande Vitesse), équipées de la TVM 430 et d'un wagon plat afin d'obtenir la longueur nécessaire minimale pour la circulation sur LGV :
- Draisine ligne classique :
  - DU 65 6.150 (immatriculation UIC 99 87 9 439 001-8) ;
  - DU 65 6.151 (immatriculation UIC 99 87 9 439 002-6) ;
  - DU 65 6.152 (immatriculation UIC 99 87 9 439 003-4) ;
  - DU 65 6.153 (immatriculation UIC 99 87 9 439 004-2) ;
  - DU 65 6.154 (immatriculation UIC 99 87 9 439 005-9).
- Draisine ligne à grande vitesse :
  - DU 65 6.161 (immatriculation UIC  99 87 9 439 301-2) et wagon 99 87 9 339 301-3 ;
  - DU 65 6.162 (immatriculation UIC  99 87 9 439 302-0) "La Lison" et wagon 99 87 93 39 302-1.

## Engins particuliers

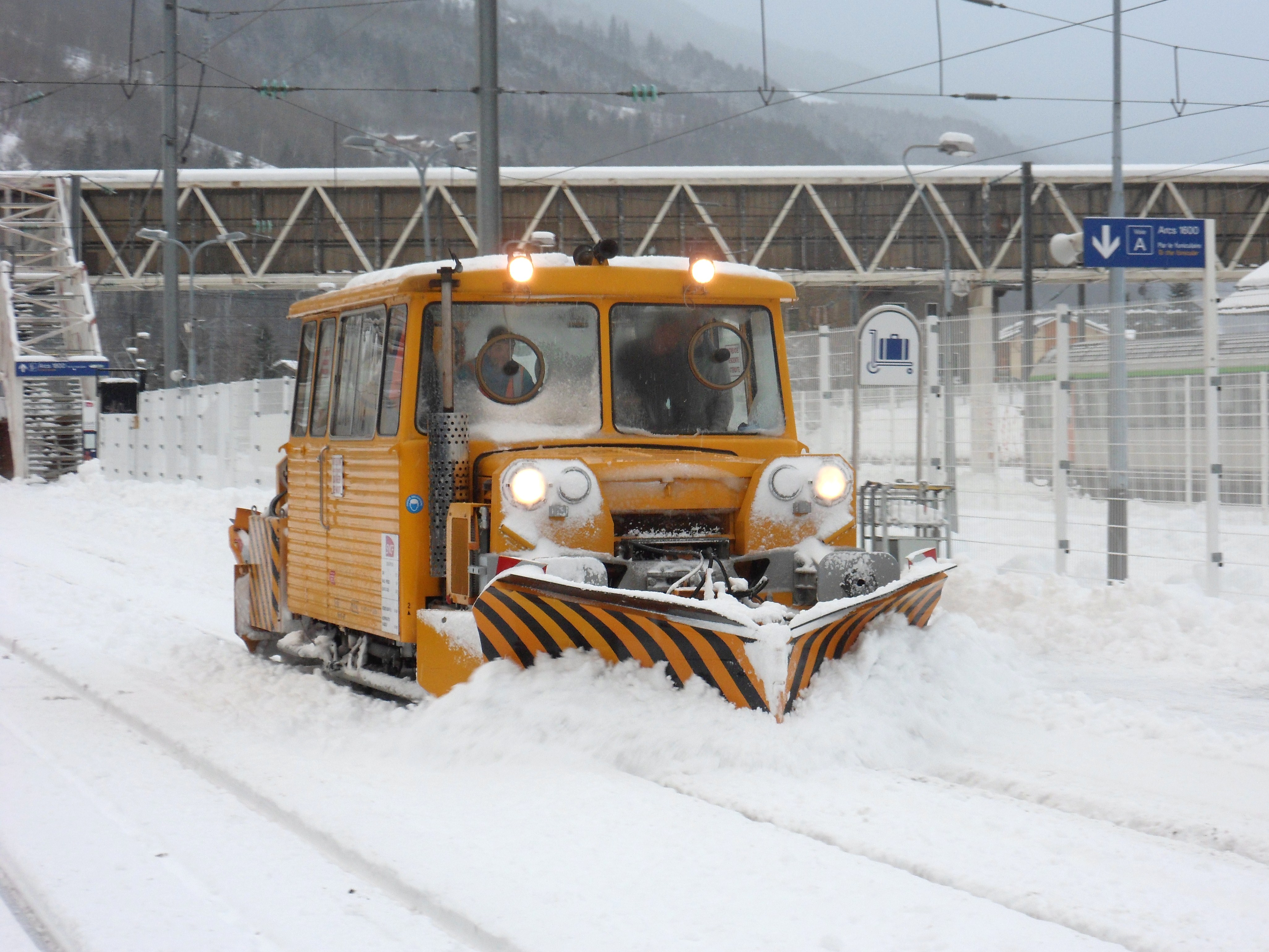
DU 65 Chasse-Neige à Bourg-St-Maurice (73)

- DU 65 Chasse-Neige[8], engin équipé d'une lame ou d'étrave à chaque extrémité. Il en existe 7 en France : 
  - DU 65 6.055 "Gentiane" ;
  - DU 65 6.069 "Maya" ;
  - DU 65 6.086 "Jeannine II" ;
  - DU 65 6.093 "Zébra" ;
  - DU 65 6.122 ;
  - DU 65 6.132 ;
  - DU 65 6.138.
- DU 65 Graisseuse de Rail ;
- DU 65 Brosseuse de Rail :
  - DU 65 6.009 ;
  - DU 65 6.020 "Pauline" ;
  - DU 65 6.028 ;
  - DU 65 6.035 ;
  - DU 65 6.038 ;
  - DU 65 6.043 ;
  - DU 65 6.080 ;
  - DU 65 6.115 ;
  - DU 65 6.118.
- DU 65 d'inspection des ouvrages d'art, avec surélévation de la toiture de la cabine et installation de spots d’éclairage tout autour de celle-ci :
  - DU 65 6.036.
- DU 65 Tram-Train, avec entre autres la réduction du gabarit, notamment au niveau des marchepieds, et l'ajout d'un troisième phare en toiture :
  - DU 65 6.063.

## Préservations
Le fait que ces engins soient grandement appréciés pour leur simplicité, leur fiabilité, leur petite taille, et leur polyvalence, explique le fait qu'une fois leur carrière achevé, de nombreux engins de la série ont été récupérées, restaurées et préservés par plusieurs Chemins de Fer Touristiques, notamment pour la réalisation des travaux d'entretien de la voie, mais également pour le transport de petits groupes de personnes, ou encore pour le remorquage de vélorails :
- DU 65 6.001 : préservée par le Train du Pays Cathare et du Fenouillèdes (TPCF) ;
- DU 65 6.005 : préservée en état de marche par la Cité du Train à Mulhouse ;
- DU 65 6.007 : préservée en état de marche par les Chemins de Fer de la Haute Auvergne (CFHA) ;
- DU 65 6.010 : préservée par le Chemin de Fer de Charente-Limousine (CFCL) ;
- DU 65 6.021 : préservée par le Vélorail de la Vallée du Spin ;
- DU 65 6.028 : préservée en état de marche par le Train Touristique des Monts du Lyonnais (TTML) ;
- DU 65 6.029 : préservée en état de marche par l'Amicale Caen-Flers (ACF) ;
- DU 65 6.034 : préservée par le Vélorail du Velay ;
- DU 65 6.035 : préservée en état de marche par les Chemins de Fer de la Haute Auvergne (CFHA) ;
- DU 65 6.037 : préservée en état de marche par le Chemin de Fer Touristique du Pays de l’Albret (CFTPA) ;
- DU 65 6.045 : préservée par le Train du Pays Cathare et du Fenouillèdes (TPCF) ;
- DU 65 6.046 : préservée en état de marche par la TRANSVAP ;
- DU 65 6.052 : préservée en état de marche par la TRANSVAP ;
- DU 65 6.053 : préservée par le Train Touristique Pointe de Grave - Le Verdon - Soulac (PGVS) ;
- DU 65 6.056 : préservée par l'Amicale Caen-Flers (ACF) ;
- DU 65 6.059 : préservée en état de marche par le Train du Pays Cathare et du Fenouillèdes (TPCF) ;
- DU 65 6.060 : préservée par le Vélorail du Velay ;
- DU 65 6.066 : préservée par l'Amicale Caen-Flers (ACF) ;
- DU 65 6.068 : préservée par l’Association du Train Touristique du Centre Var (ATTCV) ;
- DU 65 6.070 : préservée par le Train Touristique de la Vallée du Loir (TTVL) ;
- DU 65 6.073 : préservée par le Chemin de Fer de la Vendée (CFV) ;
- DU 65 6.079 : préservée en état de marche par le Chemin de Fer de la Vendée (CFV) ;
- DU 65 6.080 : préservée par le Train Touristique Pointe de Grave - Le Verdon - Soulac (PGVS) ;
- DU 65 6.085 : préservée par l'AGRIVAP ;
- DU 65 6.087 : préservée par le Chemin de Fer Touristique du Haut-Quercy (CFTHQ) ;
- DU 65 6.100 : préservée en état de marche par l’Association du Train Touristique du Centre Var (ATTCV) ;
- DU 65 6.101 : préservée en état de marche par le Train Touristique du Larzac (TTL) ;
- DU 65 6.103 : préservée en état de marche par le Chemin de Fer de Charente-Limousine (CFCL) ;
- DU 65 6.104 : préservée par l'AGRIVAP ;
- DU 65 6.106 : préservée par le Chemin de Fer de Charente-Limousine (CFCL), démotorisée et transformée en wagon-atelier ;
- DU 65 6.107 : préservée par l'AGRIVAP ;
- DU 65 6.116 : préservée en état de marche par le Vélorail du Morvan ;
- DU 65 6.121 : préservée par le Chemin de Fer de la Vendée (CFV) ;
- DU 65 6.123 : préservée en état de marche par le Chemin de Fer du Haut-Forez (CFHF) ;
- DU 65 6.129 : préservée par le Train Touristique du Cotentin (TTC) ;
- DU 65 6.*** : préservée par le Chemin de Fer de Bon Repos (CFBR) ;
- DU 65 6.*** : préservée par le Chemin de Fer de Bon Repos (CFBR) ;
- DU 65 6.*** : préservée par le Chemin de Fer Touristique du Haut-Quercy (CFTHQ) ;
- DU 65 6.*** : préservée en état de marche par le Vélorail de la Vallée de la Juine ;
- DU 65 6.*** : conservée par le Vélorail du Périgord Vert, caisse et châssis désolidarisés. Cette opération a été réalisée par le Chemin de Fer Touristique du Haut-Quercy (CFTHQ), le châssis étant réutilisé après transformation comme baladeuse. La caisse vide, qui se situe toujours au Chemin de Fer Touristique du Haut-Quercy (CFTHQ), a quant à elle été utilisée par l'association comme guichet jusqu'à la fin des années 2000. Le châssis transformé en baladeuse est donc lui conservé par le Vélorail du Périgord Vert ;
- DU 65 6.*** : exposée en monument sur un rond-point à Sommières (Gard).

## Galerie de photographies

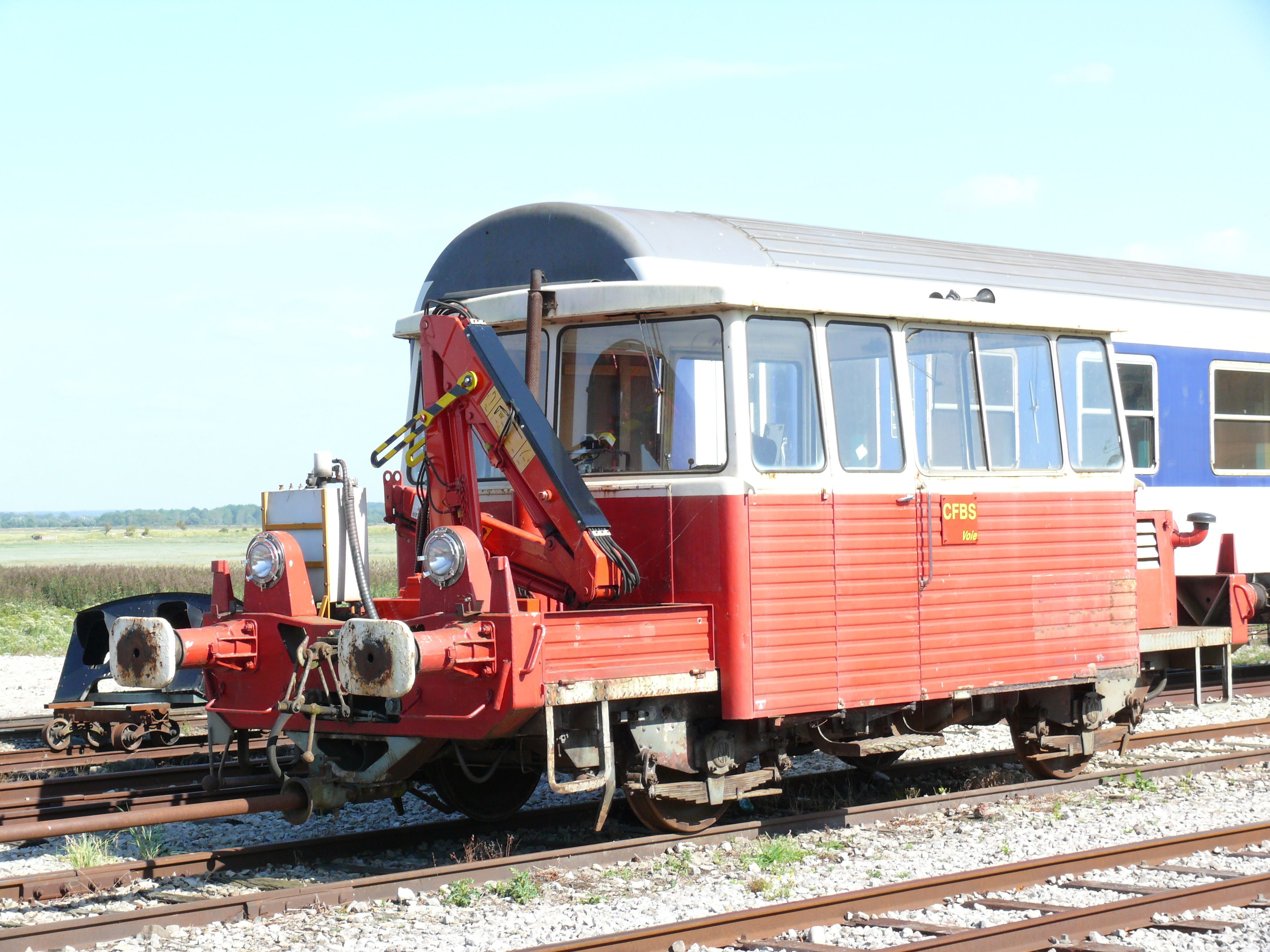
La DU 65 n°046
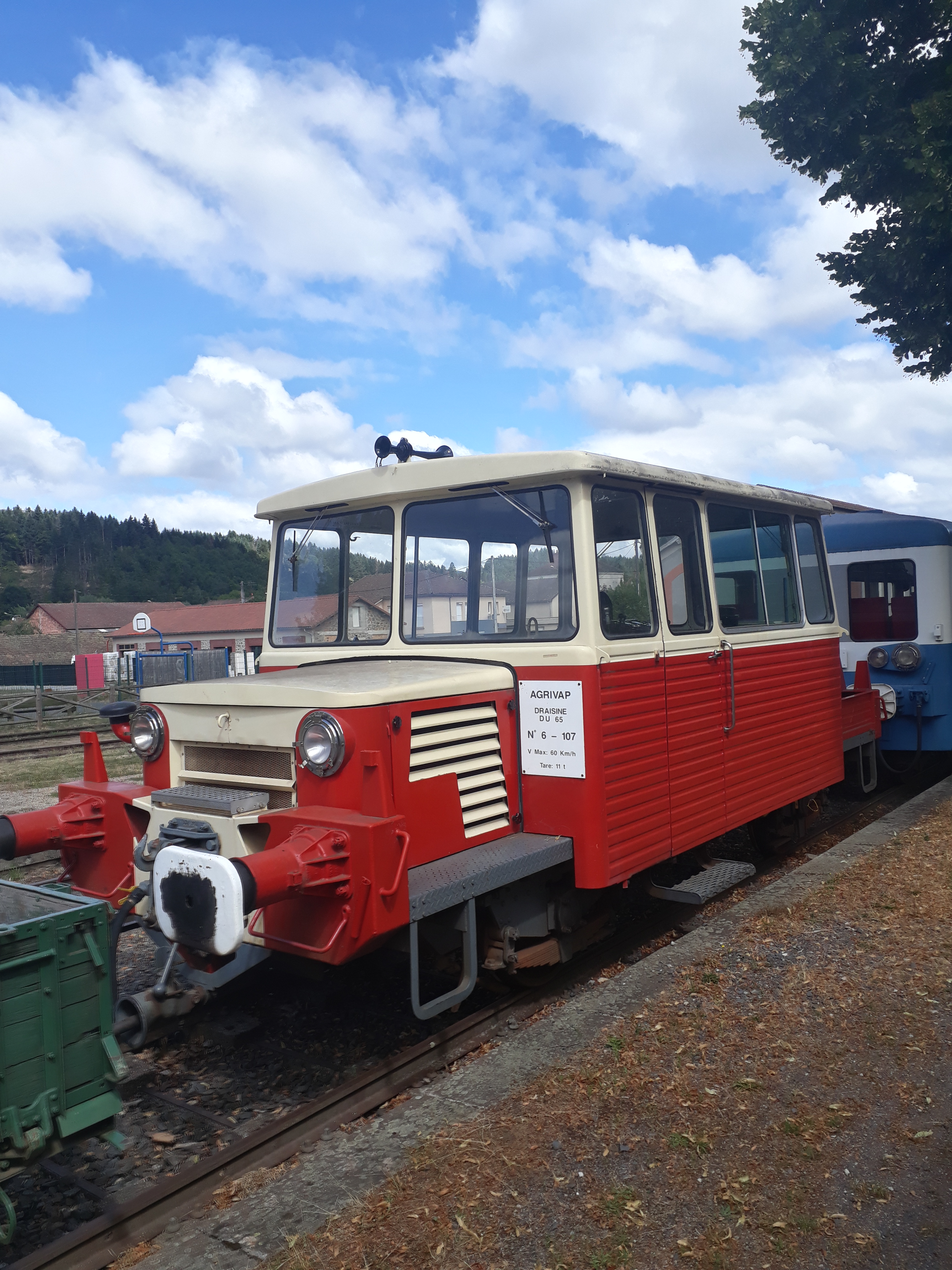
Une des 3 DU 65 de l'Agrivap
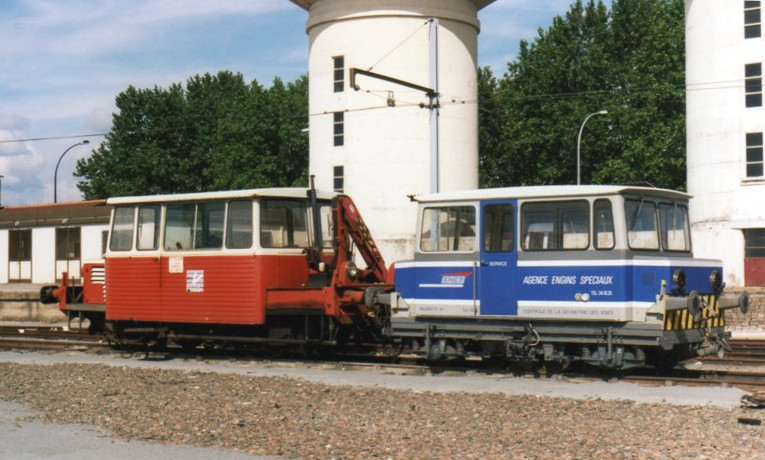
Une DU 65 tractant une Mauzinette

## Modélisme ferroviaire

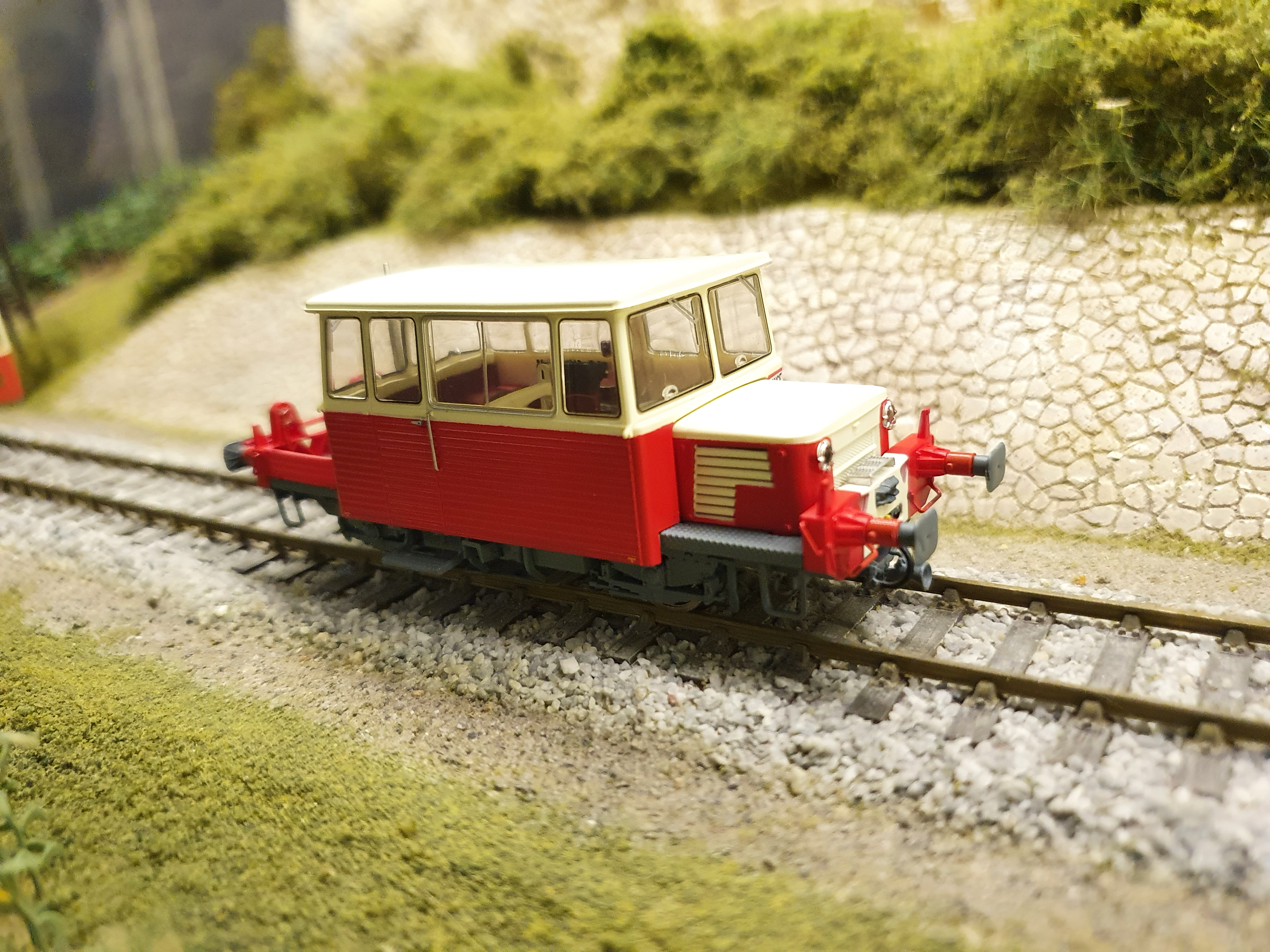
La DU 65 de REE Modèles

Cette draisine a été reproduite à l'échelle H0 par les firmes Jouef et REE Modèles, dans différentes versions comme Chasse-Neige, Brosseuse, avec grue, ou encore RATP. Elle a aussi été reproduite à l'échelle 0 par la firme AMJL.
Les wagonnets (remorque unifiée) ont également été reproduits en H0 et en 0 : par REE Modèles dans diverses déclinaisons en H0, et par AMJL en 0.